# Siège de Tournai (1667)
Pour les articles homonymes, voir Siège de Tournai.
Guerre de Dévolution
Batailles
- Charleroi
- Douai
- Lille
- Besançon
- Dole
- Gray

Le siège de Tournai est un épisode de la guerre de Dévolution. Le siège débouche sur la reddition de la ville de Tournai et du marquis de Trazegnies les 25 et 26 juin 1667, cinq jours après l'arrivée de l'armée menée par Louis XIV en personne.

## Objectif
L'objectif de cette campagne était de marcher directement sur Bruxelles selon les désirs de Louis XIV qui menait celle-ci en personne. Cependant, Turenne, plus prudent, conseilla au Roi de s'attaquer à un objectif plus facile au motif que l'armée n'était pas encore parfaitement prête à mener un siège éprouvant et qu'un succès la galvaniserait.

## Déroulement des opérations
Commandée par le Roi, l'armée se présente le 21 juin au pied des remparts de la ville. La tranchée est creusée dès le lendemain. La ville se rendra le 25 juin et la citadelle le 26 juin : le marquis de Trazegnies, avec ses 300 soldats, se rendra à Louis XIV avec les honneurs.